# Douglas Sheehan
Douglas Stuart Sheehan (Santa Monica (Californië), 27 april 1949 – Big Horn (Wyoming), 29 juni 2024) was een Amerikaanse acteur.

## Biografie
Hij maakte zijn tv-debuut in 1978 in de Amerikaanse serie Charlie's Angels. Een jaar later trad de acteur toe tot de soap General Hospital. Tot 1982 speelde hij daar de rol van Joe Kelly, wat hem een Emmy Award-nominatie opleverde. Van 1983 tot 1987 speelde hij Ben Gibson in de serie Knots Landing, waarvoor hij in 1984 en 1986 de Soap Opera Digest Award ontving. In 1988 ontving hij nog een nominatie.

## Privéleven
Douglas Sheehan was sinds 1981 getrouwd met Cate Albert. Sheehan overleed op 75-jarige leeftijd.

## Filmografie
- 1978: Charlie's Angels (tv-serie, 1 aflevering)
- 1979: 10
- 1979: Kaz (tv-serie, 1 aflevering)
- 1979–1982: General Hospital
- 1983: Alice (tv-serie, 1 aflevering)
- 1983: Cheers
- 1983–1987: Knots Landing (tv-serie)
- 1987: Stranger in my Bed
- 1988: In the Line of Duty: The F.B.I. Murders
- 1988–1989: Day by Day (tv-serie)
- 1990: A Mom for Christmas
- 1990: Crash: The Mystery of Flight 1501
- 1990: Dear John (tv-serie, 1 aflevering)
- 1990: MacGyver (tv-serie, 1 aflevering)
- 1993: Columbo – Der Tote in der Heizdecke
- 1997: Promised Land (tv-serie, 1 aflevering)
- 1997–1999: Clueless (tv-serie)
- 1999: 2003: Sabrina the Teenage Witch (tv-serie, 2 afleveringen)
- 2000: Diagnosis: Murder (tv-serie, 1 aflevering)
- 2003: What I Like About You, (tv-serie, 1 aflevering)